# والتر ميلر (فارس)
والتر ميلر (بالإنجليزية: Walter Miller)‏ هو فارس أمريكي، ولد في 1890 في بروكلين في الولايات المتحدة، وتوفي في 1959.